# التعليم النشط في التعليم العالي
التعلم النشط في التعليم العالي هي مجلة أكاديمية يستعرضها النظراء وتنشر ثلاث مرات في السنة وذلك في مجال التعليم. رئيس تحرير المجلة هو لين بي بالدوين (جامعة برونيل). تم البدء بالنشر في هذه المجلة منذ عام 2000 وتنشر حاليًا منشورات SAGE بالتعاون مع معهد التعليم والتدريس في التعليم العالي .

## نطاق التعليم النشط
يستهدف التعليم النشط في التعليم العالي جميع أولئك الذين يقومون بتدريس ودعم التعليم في التعليم العالي وأولئك الذين يقومون بإجراء الأبحاث أو يستخدمونها في التعلم الفعال والتعليم والتقييم في الجامعات والكليات. تهدف المجلة أيضًا إلى التركيز على جميع جوانب التنمية والابتكارات والممارسات الجيدة في التعليم والتعلم في التعليم العالي، بما في ذلك استخدام تكنولوجيا المعلومات والاتصالات والقضايا المتعلقة بإدارة التعليم والتعلم.
- ما هو التعلم النشط؟ يُعرّف التعلم النشط بأنه «عملية إشراك الطلاب في بعض الأنشطة التي تجبرهم على التفكير في الأفكار وكيفية استخدامهم لتلك الأفكار» [4] (Michael، 2006، pp. 160). من خلال هذا التطبيق للتعلم، يكون الطلاب قادرين على تطبيق وتقييم فهمهم للمعرفة والمهارات بشكل منتظم. بالإضافة إلى ذلك، يصبح الطلاب أكثر نشاطًا عقليًا وجسديًا في تعلمهم من خلال مستويات وأشكال مختلفة من الأنشطة التي تتضمن جمع المعلومات والتفكير وحل المشكلات.[5]

فوائد التعلم النشط لطلاب التعليم العالي
1. يصبح الطلاب أكثر انخراطًا في التجربة من خلال التفسير والحجج. 2. يُمكّن الطلاب من الحصول على اكتساب جديد للمعرفة وصنع المعنى من خلال ملكية التعلم الفردي من خلال مستويات تفكير أعلى. 3. يعزز أسلوبًا كليًا لإشراك المتعلمين من خلال دعم أساليب التعلم المختلفة في بيئة تزدهر على التنوع والتغيير. 4. تطوير قدرات الخريجين مثل التفكير النقدي والإبداعي، وحل المشكلات، والقدرة على التكيف، والاتصال ومهارات التعامل مع الآخرين. 5. زيادة المعرفة بالمحتوى والتفكير النقدي وقدرات حل المشكلات والمواقف الإيجابية تجاه التعلم مقارنةً بالتقديم التقليدي القائم على المحاضرات.

## الخلاصة والفهرسة
يستخلص التعلم النشط في التعليم العالي وفهرسته في قواعد البيانات التالية:
- رئيس الوزراء الأكاديمية Academic Premier
- المحتويات الحالية : العلوم الاجتماعية والسلوكية Social and Behavioral Sciences
- ملخصات الإدارة التربوية Educational Administration Abstracts
- ملخصات البحوث التربوية على الإنترنت Educational Research Abstracts Online
- SCOPUS
- مؤشر اقتباس العلوم الاجتماعية (عامل التأثير معلق) Social Sciences Citation Index